# Karolina Bołdysz
Karolina Bołdysz-Archacka (ur. 21 kwietnia 1993 w Pasłęku) – polska lekkoatletka specjalizująca się w rzucie oszczepem.

## Kariera
Finalistka mistrzostw Europy juniorów w Tallinnie (2011) oraz mistrzostw świata juniorów w Barcelonie (2012). Uczestniczka igrzysk europejskich w Mińsku (2019). 
Dwukrotna medalistka mistrzostw Polski ma w dorobku srebro (Radom 2019) oraz brąz (Lublin 2018).Stawała na podium ogólnopolskiej olimpiady młodzieży, mistrzostw Polski juniorów (Toruń 2011 – złoto). Reprezentantka Polski w zimowym pucharze Europy. 
Jest absolwentką Dziennikarstwa i Komunikacji Społecznej I stopnia na Wydziale Humanistycznym Uniwersytetu Warmińsko-Mazurskiego w Olsztynie (lic.) oraz Pedagogiki Uniwersytetu Gdańskiego (mgr.)
Rekord życiowy: 56,42 (25 czerwca 2019, Mińsk). 

## Osiągnięcia
| Rok  | Impreza                        | Miejsce   | Lokata            | Wynik |
| ---- | ------------------------------ | --------- | ----------------- | ----- |
| 2011 | Mistrzostwa Europy juniorów    | Tallinn   | 8. miejsce        | 51,33 |
| 2012 | Mistrzostwa świata juniorów    | Barcelona | 5. miejsce        | 54,95 |
| 2013 | Młodzieżowe mistrzostwa Europy | Tampere   | el. – 17. miejsce | 49,49 |
| 2014 | Zimowy puchar Europy w rzutach | Leiria    | 9. miejsce        | 51,11 |
| 2019 | Igrzyska europejskie           | Mińsk     | 3. miejsce        | 56.42 |